# Ectatommiphila
Ectatommiphila – rodzaj chrząszczy z rodziny gnilikowatych, podrodziny Chlamydopsinae. Należą do niego dwa gatunki. Są to myrmekofilne chrząszcze, związane z mrówkami z rodzaju Rhytidoponera.

## Gatunki
- Ectatommiphila glabra (Lea, 1910)
- Ectatommiphila opaca (Lea, 1912)